# Deerfield (Michigan)
Deerfield – wieś w Stanach Zjednoczonych, w stanie Michigan, w hrabstwie Lenawee.